# Bulgaria en los Juegos Olímpicos de México 1968
Bulgaria estuvo representada en los Juegos Olímpicos de México 1968 por un total de 112 deportistas que compitieron en 13 deportes.  
El portador de la bandera en la ceremonia de apertura fue el luchador Prodan Gardzhev.

## Medallistas
El equipo olímpico búlgaro obtuvo las siguientes medallas:
| Nombre           | Deporte            | Competición          |
| ---------------- | ------------------ | -------------------- |
| Oro              |                    |                      |
| Petar Kirov      | Lucha grecorromana | 52 kg M              |
| Boyan Radev      | Lucha grecorromana | 97 kg M              |
| Plata            |                    |                      |
| Equipo           | Fútbol             | Torneo M             |
| Eniu Todorov     | Lucha libre        | 63 kg M              |
| Eniu Valchev     | Lucha libre        | 70 kg M              |
| Osman Duraliev   | Lucha libre        | +97 kg M             |
| Bronce           |                    |                      |
| Ivan Mijailov    | Boxeo              | Pluma (57 kg) M      |
| Gueorgui Stankov | Boxeo              | Semipesado (81 kg) M |
| Prodan Gardzhev  | Lucha libre        | 87 kg M              |